# Лебское
Лебское — деревня в Лешуконском районе Архангельской области. Входит в состав Вожгорского сельского поселения (муниципальное образование «Вожгорское»).
В деревне Лебская на Мезени А. М. Астаховой в 1928 году были записаны редкие варианты былин.

## Географическое положение
Деревня расположена на правом берегу реки Мезень. Ближайший населённый пункт Вожгорского сельского поселения — административный центр поселения, село Вожгора, расположен в 15 км по прямой, или 17 км пути на автотранспорте. Расстояние до административного центра района, села Лешуконское, составляет 120 км.

## Население
| Население                            | на 1 января 2010 года |
| ------------------------------------ | --------------------- |
| В возрасте до 16 лет                 | 10                    |
| Трудовые ресурсы (из них работающих) | 19 (12)               |
| Пенсионеры                           | 16                    |
| Всего                                | 48                    |
| Прибыло / выбыло (за год)            | 1 / 1                 |
| Родилось / умерло (за год)           | 1 / 2                 |

## Инфраструктура
Жилищный фонд посёлка составляет 3,8 тыс. м², покинутые и пустующие дома — 67% от общей площади жилищного фонда.